# Living on My Own
Living on My Own è una canzone scritta e interpretata da Freddie Mercury.
Nona traccia del suo primo album solista Mr. Bad Guy, datato 1985, uscì come singolo nel settembre di quello stesso anno, in Gran Bretagna. Uscì negli Stati Uniti nel luglio 1985 con la B-side She Blows Hot & Cold.

## Video
Il video di Living on My Own fu girato durante la festa per il trentanovesimo compleanno nel 1985 di Freddie Mercury nel locale Henderson's Club di Monaco, e venne arredato per l'occasione secondo il personale stile del cantante. La festa di compleanno fu in maschera con tema il bianco e il nero, e vi parteciparono oltre 300 amici del cantante.

## Remix
Esiste anche una famosa versione remixata in chiave dance dai No More Brothers, uscita nel 1993 della durata di 5:17 ed inserita nella compilation Remixes; altre versioni remix sono state pubblicate fra il 1992 e il 1993.